# Дауни, Алекс
Алекса́ндр Лик Бра́ун Да́уни (англ. Alexander Leek Brown Downie; 8 октября 1876 — 9 декабря 1953), более известный как А́лекс Да́уни — шотландский футболист, выступавший на позиции флангового хавбека.

## Футбольная карьера
Родился в Дануне, Аргайл, в 1876 году. Начал карьеру в шотландском клубе «Глазго Пертшир», после чего играл за «Терд Ланарк».
В 1899 году перешёл в английский клуб «Бристоль Сити», а год спустя стал игроком «Суиндон Таун». В октябре 1902 года перешёл в «Манчестер Юнайтед». Дебютировал за клуб 22 ноября 1902 года в матче Второго дивизиона против «Лестер Сити», в котором отметился забитым мячом. Мог сыграть на любой из трёх позиций хавбека и часто подменял кого-то из основного трио хавбеков «Юнайтед» — Дика Дакуэрта, Чарли Робертса и Алекса Белла. Всего провёл за «Манчестер Юнайтед» 191 матч и забил 14 голов. В октябре 1909 года перешёл в «Олдем Атлетик» за £600. В сезоне 1909/10 помог «Олдему» выйти в Первый дивизион.
В 1911 году перешёл в клуб «Кру Александра», где стал играющим тренером.